# Canal de Caracum

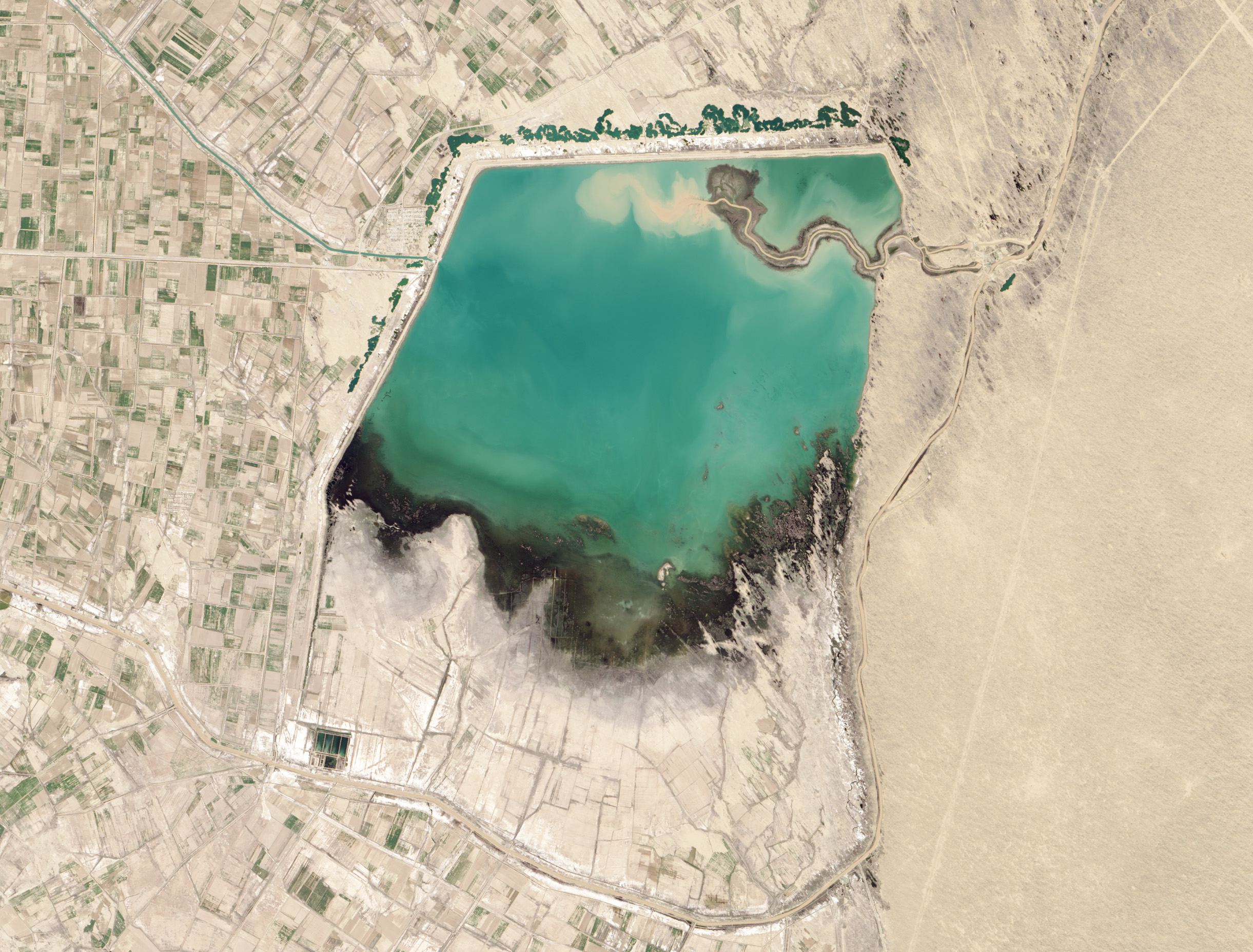
Canal de Caracum (canto inferior direito) e o reservatório de Hanhowuz, 2014.

O Canal de Caracum (Karakum ; Qaraqum, Kara Kum, Garagum; em russo:  Каракумский канал, Karakumsky Kanal, Turkmen: Garagum kanaly, گَرَگوُم كَنَلیٛ, Гарагум каналы) é um dos maiores canais de irrigação e abastecimento de água do mundo. Iniciado em 1954, e concluído em 1988, é navegável em grande parte de seus 1.375 quilômetros de extensão e transporta 13 quilômetros cúbicos de água por ano do rio Amu Dária através do deserto de Caracum. O canal abriu enormes extensões de terra para a agricultura, especialmente para a monocultura do algodão, fortemente promovida pela União Soviética, e fornecendo a Asgabade uma importante fonte de água. O canal também é um dos principais fatores que levam ao desastre ambiental do mar de Aral.

## História
O atual canal de Caracum não foi a primeira grande tentativa de levar a água do Amu Dária ao deserto de Caracum. No início dos anos 1950, a construção começou no Canal Turcomeno Principal (em russo: Главный Туркменский канал), que teria início em um local muito mais ao norte (perto de Nucus), e correria para o sudoeste em direção a Krasnovodsk. O canal teria usado cerca de 25% da água do Amu Dária. As obras foram abandonadas após a morte de Josef Stalin, sendo preteridas pela atual rota do Canal de Caracum. Reservatórios como o reservatório de Hanhowuz foram criados para ajudar a regulá-lo.